# Iouriy Prylypko
Iouriy Illitch Prylypko (en ukrainien : Юрій Ілліч Прилипко), né le 11 août 1960 à Hostomel et mort le 7 mars 2022 dans cette même ville, est un homme politique ukrainien, maire de Hostomel de 2015 à sa mort. Il est tué par des soldats russes durant l'invasion russe de l'Ukraine en 2022.

## Biographie
Au cours de son mandat et de l'invasion russe de l'Ukraine en 2022, le président Volodymyr Zelensky a décerné le titre de "Ville héros d'Ukraine" le 6 mars à six villes et villages ukrainiens qui se sont défendus contre l'invasion des soldats russes, dont Hostomel. Iouriy Prylypko a été tué le 7 mars alors qu'il livrait de la nourriture et des médicaments dans la ville, lorsqu'il a été abattu par des soldats russes de l'armée d'occupation,,,,. Plusieurs maires européens ont exprimé leurs condoléances pour ce décès, dont Enzo Bianco, président du Conseil national de l'Association Nationale des Communes Italiennes (ANCI) et membre de la présidence du comité des régions européennes, et Esterino Montino, maire de Fiumicino, en Italie.